# Chlorpyriphos-éthyl
Le chlorpyriphos-éthyl (ou chlorpyrifos-éthyl ; 0,0-diethyl-O-[3,5,6-trichloro-2-pyridyl]phosphorothioate) est une substance active d'un pesticide organophosphoré (du groupe des produit phytosanitaire ou produit phytopharmaceutique insecticides et acaricide à large spectre, de la sous-famille chimique des organophosphorés (OP) chlorés.)
En France, cette molécule entre dans la composition du Pyristar utilisé dans la culture des épinards, pour lutter contre les insectes (pucerons, chenilles et mouche des semis).
Quand on parle, en France et dans les médias, du chlorpyriphos, il s'agit habituellement du chlorpyriphos-éthyl, qui est néanmoins proche du chlorpyriphos-méthyl, toxique et écotoxique, principalement mis sur le marché par Dow Chemical durant un demi siècle, et récemment interdit dans un nombre croissant de pays (dont en France depuis 2020) pour la plupart de ses usages antérieurement autorisés. En matière de santé environnementale, il a causé de nombreux empoisonnements, est source de baisse du QI et est notamment suspecté de contribuer à l'augmentation de l'incidence de certaines formes de l'autisme constaté dans le monde depuis plusieurs décennies, et il affecte aussi le microbiote intestinal.

## Historique
Enregistrée pour la première fois aux États-Unis en 1965, la molécule est commercialisée depuis cinquante ans principalement par la firme multinationale américaine Dow Chemical, le plus gros vendeur de chlorpyriphos dans le monde.
En 1995 et en 2005, Dow Chemical a été condamnée à 732 000 dollars puis 2 millions de dollars d'amende, pour avoir dissimulé pendant 30 ans aux autorités, 249 cas d'empoisonnement au chlorpyrifos, insecticide phare de la compagnie,.
L’Agence nationale de sécurité sanitaire de l'alimentation, de l'environnement et du travail (Anses) a prévu de rendre un rapport sur l’usage du chlorpyriphos-éthyl en France en février ou en mars 2015 au plus tard.
Elle s’est saisie de ce dossier en 2015 après la réévaluation par l’Autorité européenne de sécurité des aliments (EFSA) de cette substance et sa révision à la baisse des valeurs toxiques admissibles de cette molécule, divisées par cinq.
En 2016, à la suite d'une enquête du magazine télévisé Cash Investigation, le Ministère de l'Agriculture envisage l'interdiction du Chlorpyriphos,.
Cette interdiction deviendra effective, sauf pour la culture de l'épinard.
Les producteurs de pesticides ont la responsabilité de la sécurité de leurs produits.
Les résultats des tests de toxicité qu'ils effectuent sont ensuite fournis aux autorités de régulation, telles que l'agence de protection de l'environnement américaine (EPA) ou l'EFSA en Europe, qui les analysent et statuent quant à leur autorisation de commercialisation.
Dans certains cas, comme pour le chlorpyrifos, les agences gouvernementales arrivent à des conclusions différentes.
Ainsi l'EPA pouvait préconiser des doses d'exposition 500 fois moins importantes que son homologue européen (0,002 vs. 1 µg/kg de masse corporelle/jour) ; c'est une telle divergence qui a attiré l'attention de l'équipe du Pr Grandjean (en) - chef d'une unité de recherche à l'Université du Danemark du Sud et professeur assistant à l'Harvard School of Public Health (en).
Utilisant une loi suédoise de liberté d'accès à l'informations, l'équipe du Pr Grandjean est parvenue à se procurer les données brutes, normalement non accessibles au public, des études analysant la toxicité neurodéveloppementale du chlorpyrifos.
Dans un article publié en 2018 dans la revue Environmental Health, son équipe a ainsi réanalysé les données et en est arrivée à des conclusions différentes.
Les auteurs expliquent ces différences par un certain nombre de défauts qui avaient déjà été soulignés par l'EPA.
Tout d'abord, le mode d'exposition des rats ne serait pas optimal.
En effet, pour cette espèce, le pic de croissance cérébral est postnatal, ce qui n'est pas le cas chez l'humain.
Les auteurs auraient ainsi dû continuer à exposer les rats au chlorpyrifos durant la période postnatale de plus grande vulnérabilité.
Ensuite, le seuil de significativité statistique est abaissé à 2 %.
Ce seuil est généralement fixé à 5 % dans les études biologiques, l'abaisser ainsi augmente le risque de faux négatif, autrement dit de masquer une différence.
Enfin, ce type d’étude toxicologique requiert un contrôle positif permettant de démontrer la capacité de l'expérimentateur à identifier un composé toxique pour le neurodéveloppement.
Dans ce cas, les auteurs de l’étude initiale n'ont pas réussi à détecter les effets neurocomportementaux bien connus d'une exposition au plomb.
Cette étude suggère donc que les décisions prises par les autorités de régulations l'ont été sur la base de résultats biaisés en de nombreux points et devrait pousser à réexaminer les méthodes d’évaluation de produits potentiellement dangereux pour la santé humaine et celle du fœtus en particulier.
En vue du renouvellement de l'approbation du chlorpyrifos par l'Union Européenne en 2020, celle-ci a demandé l'évaluation de ses effets sur la santé humaine par l'EFSA.
Cette dernière a indiqué que cette substance ne satisfaisait pas aux critères requis pour son renouvellement et qu'aucun niveau d'exposition ne pouvait être considéré comme sûr.
Chlorpyrifos est la molécule utilisée pour tenter de contrôler les invasions de criquets pèlerins. Actuellement il n'existe pas d'alternative pratique validée pour lutter contre ce fléau. L'épandage est fait de façon ciblée par avion pour détruire des petites concentrations de criquets dans des aires bien définis. Néanmoins les criquets et leurs larves ne doivent pas être consommées par l'homme car ils sont contaminés.

## Réglementation
Sur le plan de la réglementation des produits phytopharmaceutiques :
- pour l’Union européenne : à la mi-2019, huit pays interdisent l'utilisation du produit pour un usage agricole[19]. Cette substance active est en révision en vue de l'inscription à l’annexe I de la directive 91/414/CEE ;
- pour la France : cette substance active est autorisée (en 2016) dans la composition de préparations bénéficiant d’une autorisation de mise sur le marché. En fait, à la mi-2019, la France ne permet plus qu’une exception pour les épinards, ceci depuis 2016[20] ;
- pour les États-Unis : à la mi-2019, l'insecticide est autorisé au niveau fédéral et plusieurs états ont annoncé leur intention d'interdire le produit (Californie, Hawaï, Oregon, New York, Connecticut, New Jersey)[20].

## Caractéristiques physico-chimiques
Les caractéristiques physico-chimiques dont l'ordre de grandeur est indiqué ci-après, influencent les risques de transfert de cette substance active vers les eaux, et le risque de pollution des eaux :
- Hydrolyse à pH 7 : très stable ;
- Solubilité : 2 mg·l-1 ;
- coefficient de partage carbone organique-eau : Modèle:Unité/3. Ce paramètre, noté Koc, représente le potentiel de rétention de cette substance active sur la matière organique du sol. La mobilité de la matière active est réduite par son adsorption sur les particules du sol.
- durée de demi-vie : 35 jours. Ce paramètre, noté DT50, représente le potentiel de dégradation de cette substance active, et sa vitesse de dégradation dans le sol ;
- Coefficient de partage octanol-eau : 4,7. Ce paramètre, noté log Kow ou log P, mesure l’hydrophilie (valeurs faibles) ou la lipophilie (valeurs fortes) de la substance active.

## Écotoxicologie
Sur le plan de l’écotoxicologie, les concentrations létales 50 (CL50) dont l'ordre de grandeur est indiqué ci-après, sont observées :
- CL50 sur poissons : 0,003 3 mg·l-1 ;
- CL50 sur daphnies : 0,001 7 mg·l-1 ;
- CL50 sur algues : 0,23 mg·l-1.

Au cours d'une campagne de mesure en région d'arboriculture (Maine-et-Loire), il a été mis en évidence que le captane et le chlorpyriphos-éthyl représentent 83 % de la concentration totale de pesticides détectés dans l'air, les concentrations pouvant atteindre 30 ng·m3.
Des synergies toxiques sont possibles avec d'autres polluants présents dans les sols ou sédiments, dont avec le mercure.
Des effets sublétaux ont récemment (2020) été démontrés (à des teneurs environnementales correspondant à des niveaux 20 fois inférieurs à la CL50‐96h) chez le têtard de Boana pulchella (altérations de la natation, activités estérases et antioxydantes anormales, démontrant un stress oxydatif).
Une autre étude (2019), testant les effets de plusieurs toxiques (dont le chlorpyrifos) sur l'embryon de caille avait montré qu'à la dose de 41,1 µg/g il a « considérablement augmenté les anomalies du développement et diminué la masse embryonnaire et vésiculaire » chez cet oiseau.

## Pollution accidentelle
- Le 10 décembre 2004, 60 litres de matière active (fuite dans une cuve de 34 m3) de chlorpyriphos-éthyl ont été perdus par la SOFT dans l’étang de Bages-Sigean[25].

## Toxicité pour l’homme

Représentation schématique d'une synapse cholinergique.

Le chlorpyriphos-éthyl est un neurotoxique, inhibiteur de l’acétylcholinestérase (AChE).
L’acétylcholinestérase est une enzyme agissant au niveau des synapses cholinergiques en convertissant l'acétylcholine en acétate et en choline.
L'inhibition de cette enzyme conduit à une augmentation de la concentration et de la durée d'action de ce neurotransmetteur impliqué, notamment, dans la contraction musculaire au niveau de la jonction neuromusculaire.
Sur le plan de la toxicité pour l’humain, la dose journalière admissible (DJA) est de l’ordre de : 0,001 mg·kg-1·j-1 (EFSA 2014).

### Toxicité aiguë
Les empoisonnements avec une forte dose de composés organophosphorés (OP), tel que le chlorpyriphos-éthyl, conduisent à une crise cholinergique sévère et une insuffisance respiratoire de type II causant la mort dans 15 à 30 % des cas.

### Toxicité chronique
L'exposition chronique au Chlorpyriphos peut affecter le système nerveux central et l'intelligence, le système digestif, et induire des troubles du développement. Cette exposition commence dès le stade embryonnaire et au stade périnatal, comme l'a montré le rapport d’expertise (2001) de l'Inserm « Pesticides et effets sur la santé », montrant qu'en France, et notamment en Hauts-de-France, le méconium (les premiers excréments du nouveau-né) contiennent déjà du chlorpyrifos, ainsi que d'autres pesticides (« diazinon, propoxur et de isoproturon »).

#### Troubles neurodéveloppementaux
Le développement est une période durant laquelle l'organisme est particulièrement vulnérable aux agressions environnementales constituées, notamment, par les composés chimiques industriels.
Le placenta ne bloque pas un grand nombre de composés toxiques et la barrière hémato-encéphalique ne procure qu'une protection partielle contre l’entrée de composés chimiques dans le système nerveux central.
Certaines enzymes participant à la détoxication des OP sont faiblement exprimées ou peu actives durant le développement.
Les inquiétudes initiales, concernant un effet neurotoxique des insecticides OP, proviennent d'études réalisées chez le rongeur.
Celles-ci indiquent que l'exposition prénatale au chlorpyriphos est associée à des troubles neurodéveloppementaux ; ces effets sont observés même à des doses situées bien en dessous du niveau nécessaire à l'inhibition toxique de l'AChE dans le cerveau.
Plus récemment, des études confirment ces craintes et indiquent que des mécanismes non-cholinergiques — impliquant la sérotonine — auraient également un rôle dans la toxicité du chlorpyriphos.
Le développement des cellules neurales, de systèmes neurotransmetteurs et des synapses sont altérés, conduisant chez l'adulte à des déficits fonctionnels de l'apprentissage, de la mémorisation et des troubles de l'humeur.

##### Diminution du quotient intellectuel et retard mental
Plusieurs études épidémiologiques sont venues confirmer ces inquiétudes initiales.
En 2006, une étude de cohorte réalisée sur une population urbaine (à New York) d'enfants âgés de trois ans et publiée dans la revue Pediatrics (en) met en évidence un risque de retard mental — mesuré sur l'échelle de Bayley de développement infantile (BSID-II) (en) — significativement augmenté pour les enfants les plus exposés à cette substance,.
La suite de cette étude - réalisée en 2011 sur la même cohorte et publiée dans la revue Environmental Health Perspectives - indique
que l'exposition prénatale au chlorpyrifos, évaluée au niveau du sang ombilical, induit une diminution de 1,4 % du quotient intellectuel (QI) et de 2,8 % de la mémoire de travail à l'age de sept ans à chaque fois que le niveau d'exposition augmente de 4,61 pg/g (soit un rapport de 5 pour 1000 milliards).
Les résultats de cette étude sont confirmés par deux études indépendantes, l'une effectuée sur une population de travailleurs agricoles résidant en Californie, et l'autre sur des habitants de New York.
La première met en évidence une perte de 7 points de QI, et de la mémoire de travail, pour les enfants les plus exposés à ce type de substance (OP) ; la seconde une altération du développement mental (mesurée avec le BSID-II).
La même année, une analyse réalisée sur 24 études scientifiques originales indique que l'exposition chronique, via l'activité professionnelle, à des pesticides OP, est associée à des troubles neurocomportementaux.
Ces troubles se manifestent sous la forme de déficits attentionnels, de la mémoire et de la perception.
Les auteurs indiquent que les manifestations comportementales ne pourraient pas seulement être liées à une inhibition de l'AChE mais également à un stress oxydant, des phénomènes inflammatoires ou des neuropathies.
Les résultats d'une étude scientifique publiée en avril 2012 dans les Proceedings of the National Academy of Sciences, une revue scientifique américaine publiant les comptes-rendus de l'académie américaine des sciences, montrent des anormalités importantes causées par le chlorpyriphos-éthyl sur le développement du cerveau d'enfants dont les mères ont été exposées pendant leur grossesse en milieu urbain (jardins, parcs, terrains de golf).
Lors de cette étude, les auteurs ont mesuré la surface du cortex cérébral en utilisant l'IRM chez des enfants de 6 à 12 ans plus ou moins exposés au chlorpyrifos durant leur période prénatale.
Les expositions les plus fortes sont associées à des déformations significatives de la surface cérébrale reflétant potentiellement un phénomène de cicatrisation gliale au niveau de la substance blanche.
Les auteurs relèvent dans d'autres régions un amincissement de la surface corticale (substance grise) pouvant correspondre à une diminution du nombre de neurones.
Ces altérations affectent des régions cérébrales impliqués dans diverses fonctions cognitives comme l'attention, le langage, les émotions ; les auteurs mettent en évidence une relation inverse entre le niveau d'exposition, les déformations corticales et les scores de QI mesurés (WISC-IV).
Une étude publiée dans la revue Journal of Clinical Endocrinology and Metabolism estime en 2015 qu'un enfant né en Europe en 2010 perd 2,5 points de QI en raison des pesticides organophosphorés tel le chlorpyriphos ; cela pourrait coûter jusqu'à 146 milliards d'euros,.
La littérature scientifique indique que la perte d'un point de QI se traduit par une diminution de 2 % de la productivité économique sur le cours d'une vie,.

##### Dégradation du microbiote
Le Chlorpyriphos peut négativement affecter le microbiote intestinal[réf. souhaitée]

##### Troubles du spectre de l'autisme
Ces dernières années ont vu une augmentation forte et constante des cas d'autisme(s).
En 2012 aux États-Unis, à l'age de huit ans, un enfant sur 88 était affecté, avec un risque quatre à cinq fois plus élevé pour les garçons.
Parmi ces cas, seulement un tiers pouvait être expliqué par une amélioration des méthodes de diagnostic ; une grande partie du risque aurait une origine environnementale et pas seulement génétique.
Les scientifiques ont commencé à suspecter et à mettre en évidence une association entre une exposition gestationnelle aux pesticides et l'apparition de troubles du spectre de l'autisme (TSA) ou plus généralement de troubles envahissants du développement.
Le système cholinergique a un rôle important dans le développement du système nerveux et dans son fonctionnement chez l'adulte ; des altérations de ce système ont été observées dans les cas d'autisme(s).
Les OP, et en l’occurrence le chlorpyrifos, perturbant ce système, certains auteurs ont émis l’hypothèse d'une influence de ce pesticide dans l'apparition des TSA,.
Ceci parait d'autant plus plausible que le chlorpyrifos agit à des concentrations extrêmement faibles sur la croissance axonale et le développement des neurones sensoriels avec des conséquences neurocomportementales permanentes dans différents modèles animaux.
Enfin, lorsque des concentrations trop faibles pour agir sur l'acétylcholinestérase sont utilisées, on observe tout de même une diminution du nombre de récepteurs à la sérotonine et à l’acétylcholine, une altération des concentrations en {\displaystyle {\ce {Ca^2+}}} et {\displaystyle {\ce {K+}}} et un stress oxydatif, tout un ensemble d'effets neurotoxiques également associés aux TSA.
En 2014, une étude épidémiologique cas-témoins réalisée en Californie par l'équipe d' (en) a mis en évidence un lien potentiel entre une exposition gestationnelle aux OP et l'apparition de TSA.
Les auteurs ont utilisé une base de données regroupant l'utilisation de pesticides en fonction de la localisation géographique afin de déterminer les substances auxquelles les femmes avaient été soumises durant leur grossesse.
Les auteurs ont ainsi mis en évidence que les femmes ayant vécu à moins de 1,5 km d'une zone d'épandage agricole d'OP durant leur grossesse avait un risque augmenté de 60 % d'avoir un enfant développant un TSA ; lorsqu'il s'agissait de chlorpyrifos durant le second semestre de la grossesse, le risque était multiplié par 3,3.
Plus récemment, en 2019, des liens avec l'autisme ont été établis par une étude publiée dans le British Medical Journal.

## Produits à base de chlorpyriphos-éthyl vendus en France
Le site du ministère de l'agriculture présente une liste complète des produits contenant du chlorpyriphos.
Par exemple, le Pyrinex ME de Makhteshim Aga contient du chlorpyriphos-éthyl. En 2017, le fabricant fut contraint de retirer ce produit du marché, étant donné les risques pour la santé humaine.